# Iman Griffith
Iman Griffith (Heerenveen, 2 dicembre 2001) è un calciatore olandese, attaccante del Roda JC.

## Carriera
Nato nei Paesi Bassi da genitori di origine surinamese, è cresciuto nel settore giovanile dello Jong AZ Alkmaar dove è arrivato nel 2017 proveniente dallo Zeeburgia. Nel 2019 ha iniziato a giocare con la seconda squadra con cui ha debuttato a livello professionistico il 25 ottobre nell'incontro di Eerste Divisie perso 3-2 contro il Volendam. Promosso definitivamente nello Jong nella stagione 2021-2022, ha trovato la prima rete in carriera il 23 agosto 2021, segnando il gol partita contro l'TOP Oss nei minuti finali.
Il 1º settembre 2023 è stato ceduto in prestito al Fortuna Sittard. Ha debuttato in Eredivisie due giorni dopo nell'incontro pareggiato 0-0 contro l'Ajax.

## Statistiche

### Presenze e reti nei club
Statistiche aggiornate al 16 novembre 2023.
| Stagione        | Squadra         | Campionato      | Campionato | Campionato | Coppe nazionali | Coppe nazionali | Coppe nazionali | Coppe continentali | Coppe continentali | Coppe continentali | Altre coppe | Altre coppe | Altre coppe | Totale | Totale | Totale |
| Stagione        | Squadra         | Comp            | Pres       | Reti       | Comp            | Pres            | Reti            | Comp               | Pres               | Reti               | Comp        | Pres        | Reti        | Pres   | Reti   |        |
| --------------- | --------------- | --------------- | ---------- | ---------- | --------------- | --------------- | --------------- | ------------------ | ------------------ | ------------------ | ----------- | ----------- | ----------- | ------ | ------ | ------ |
| 2019-2020       | Jong AZ Alkmaar | 1D              | 2          | 0          |                 | -               | -               |                    | -                  | -                  |             | -           | -           | 2      | 0      |        |
| 2020-2021       | Jong AZ Alkmaar | 1D              | 7          | 0          |                 | -               | -               |                    | -                  | -                  |             | -           | -           | 7      | 0      |        |
| 2021-2022       | Jong AZ Alkmaar | 1D              | 32         | 5          |                 | -               | -               |                    | -                  | -                  |             | -           | -           | 32     | 5      |        |
| 2022-2023       | Jong AZ Alkmaar | 1D              | 33         | 5          |                 | -               | -               |                    | -                  | -                  |             | -           | -           | 33     | 5      |        |
| ago. 2023       | Jong AZ Alkmaar | 1D              | 3          | 0          |                 | -               | -               |                    | -                  | -                  |             | -           | -           | 3      | 0      |        |
| 2023-2024       | Fortuna Sittard | ED              | 4          | 0          | CO              | 1               | 0               |                    | -                  | -                  |             | -           | -           | 5      | 0      |        |
| Totale carriera | Totale carriera | Totale carriera | 81         | 10         |                 | 1               | 0               |                    | -                  | -                  |             | -           | -           | 82     | 10     |        |